# Papiro 23
O Papiro 23  ({\displaystyle {\mathfrak {P}}}23) é um antigo papiro do Novo Testamento que contém fragmentos do primeiro capítulo do Epístola de Tiago (1:10-12,15-18).